# Hiptage stellulifera
Hiptage stellulifera är en tvåhjärtbladig växtart som beskrevs av Arenes. Hiptage stellulifera ingår i släktet Hiptage och familjen Malpighiaceae. Utöver nominatformen finns också underarten H. s. semiglabra.